# Washington Mystics 2001
La stagione 2001 delle Washington Mystics fu la 4ª nella WNBA per la franchigia.
Le Washington Mystics arrivarono seste nella Eastern Conference con un record di 10-22, non qualificandosi per i play-off.

## Roster
| N° | Naz.                          | Ruolo | Sportivo           | Anno | Alt. | Peso |
| -- | ----------------------------- | ----- | ------------------ | ---- | ---- | ---- |
| 4  | Stati Uniti (bandiera)        | A     | Tonya Washington   | 1977 | 183  | 75   |
| 5  | Stati Uniti (bandiera)        | C     | Tausha Mills       | 1976 | 191  | 102  |
| 6  | Francia (bandiera)            |       | Audrey Sauret      | 1976 | 178  | 74   |
| 9  | Stati Uniti (bandiera)        | G     | Coco Miller        | 1978 | 178  | 62   |
| 10 | Stati Uniti (bandiera)        | A     | Murriel Page       | 1975 | 188  | 72   |
| 12 | Australia (bandiera)          | C     | Jenny Whittle      | 1973 | 196  | 85   |
| 15 | Stati Uniti (bandiera)        | G     | Nikki McCray       | 1971 | 180  | 72   |
| 23 | Stati Uniti (bandiera)        | G     | Chamique Holdsclaw | 1977 | 188  | 76   |
| 25 | Brasile (bandiera)            | G     | Helen Luz          | 1972 | 168  | 61   |
| 32 | Stati Uniti (bandiera)        | G     | Markita Aldridge   | 1973 | 180  | 69   |
| 34 | Stati Uniti (bandiera)        | AC    | Cass Bauer         | 1972 | 193  | 82   |
| 35 | Papua Nuova Guinea (bandiera) | G     | Annie Burgess      | 1969 | 170  | 64   |
| 40 | Stati Uniti (bandiera)        | A     | Vicky Bullett      | 1967 | 191  | 84   |
| 42 | Stati Uniti (bandiera)        | AC    | Tamara Stocks      | 1979 | 191  | 75   |

## Staff tecnico
- Allenatore: Tom Maher
- Vice-allenatori: Melissa McFerrin, Marianne Stanley, Valerie Still